# CAORI
CAORI（かおり）は、福岡県でテレビ番組のレポーターやラジオのパーソナリティを担当した元ローカルタレント。本名・有働かおり。

## 来歴・人物
- 福岡放送（FBS）のホークス番組のレギュラーや他の番組のレポーターを務めた。
- 2000年、CROSS FMのオーディションに合格、同年4月より同局のナビゲーターを担当。
- 2002年、当時結婚していたダイエー投手・岡本克道との第一子出産のためにそれまでの全ての仕事を降板。以後活動は休止中だが、リョーユーパンの広告に、松中信彦夫人の林恵子、王貞治監督の実娘である王理恵、杉内俊哉夫人の上葉えりかと共にダイエー選手の妻として登場したことがある。
- 2006年　福岡市中央区春吉にてイタリアンレストランを開店。
- 2010年　オリーブオイルソムリエ資格取得。
- 自身も厨房に立ち、現在は料理教室やオリーブオイルソムリエ協会講師等、食に携わる分野で幅広く活躍中。
- 2013年7月再婚。

## 担当した番組

### FBS
- 夢空間スポーツ

### CROSS FM
- 「WEEKEND VIEW」（2000年4月-2004年9月）
- 「BE-FINE SUNDAY」（2000年10月-2001年3月）
- 「BRAVO CALLIN'」（2001年4月-2002年6月、週1回の担当）
- 「R2」（2002年2月-2002年3月 突然降板した相越久枝の後任として）

## その他エピソードなど
- CROSS FMの開局8周年を迎えた2001年9月1日の特別番組「CROSS FM 8th Anniversary 22時間スペシャルプログラム」では4:00-7:00「ザ・プレイバック」のコーナーを新村レイと2人で担当した。